# Manatí africà
El manatí africà (Trichechus senegalensis) és una espècie de manatí i la menys estudiada de les quatre espècies vivents de sirenis. Hi ha poques fotografies d'aquests animals i, encara que els coneixements sobre aquests són escassos, els científics pensen que són similars al manatí del Carib.